# مسييه 75
م75 أو مسييه 75(بالإنجليزية:Messier 75) هو تجمع نجمي مغلق يوجد في برج الحوت، ويُعرف طبقاً للفهرس العام الفلكي الجديد ب NGC 6864. اكتشفه الفلكي بيير ميشان في عام 1780 وضمها شارل مسييه إلى قائمة فهرسه التي جمع فيها 110 من المذنبات والسدم.

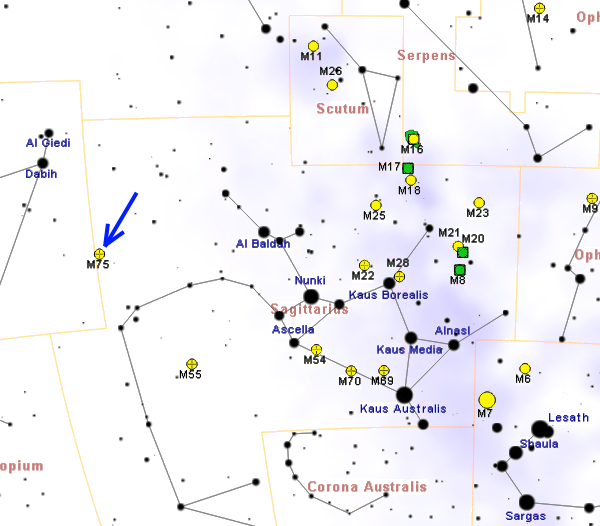
خريطة توضح موقع M75

وتبعد م75 عن الأرض نحو 67.500 سنة ضوئية ويبلغ قطرها نحو 67 سنة ضوئية، وهي تصنف من التصنيف class I التي تتميز بكثافة النجوم بها. ويبلغ قدر لمعانه -8.5 قدر ظاهري ويعادل سطوعه نحو 180.000 سطوع شمسي.

## اقرأ أيضا
- نجم
- مجرة
- قزم أبيض
- عملاق أحمر
- الانفجار العظيم
- خط زمني للانفجار العظيم
- نجم نيوتروني
- ثقب أسود

## وصلات خارجية
- Messier 75 @ SEDS Messier pages
- Messier 75, Galactic Globular Clusters Database page
- موقع الكون